# Lindsay Whalen
Lindsay Marie Whalen (Hutchinson (Minnesota), 9 de maio de 1982) é uma basquetebolista profissional estadunidense que atualmente joga pelo Minnesota Lynx na Women's National Basketball Association. A atleta que possui 1,75m e pesa 68kg, atua como armadora.